# Innocente (DJ Tiësto Remix)
«Innocente (DJ Tiësto Remix)» — сингл-ремикс нидерландского диджея на песню группы Delerium, записанный при участии певицы Ли Нэш из поп-группы Sixpence None the Richer. Получил широкое распространение и ротацию на радио в Нидерландах, Бельгии и других странах. В Австралии был издан отдельным синглом на CD, в Канаде на виниле.
В ремиксе Tiësto сохранил вокал Ли Нэш из оригинальной версии, придав треку более энергичное и танцевальное звучание, что способствовало его популярности на танцевальных площадках. В Бенилюксе (Бельгия, Нидерланды, Люксембург) ремикс использовался в качестве основной радиоверсии трека, а в США достиг 3-го места в чарте Billboard Hot Dance Club Play. После огромного успеха на ремикс был смонтирован отдельный клип из видеоматериала для основной версии, в котором певица Ли Нэш гуляет по Торонто, с танцевальными вставками влюблённых пар в разных локациях.